# Jinete sin cabeza

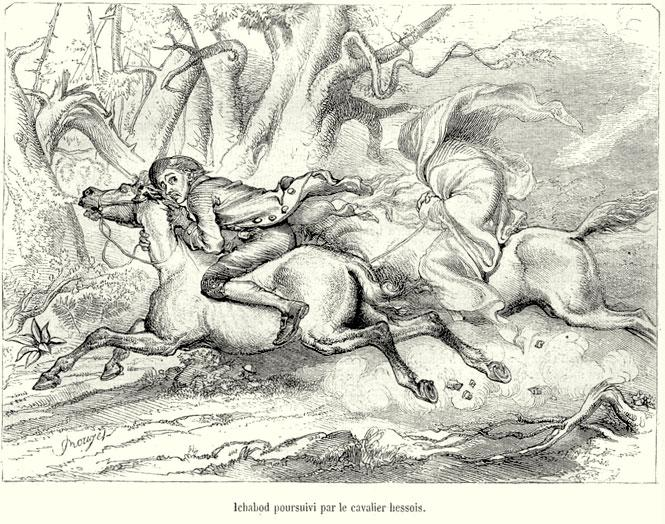
Ichabod Crane perseguido por el jinete sin cabeza en La leyenda de Sleepy Hollow.

El jinete sin cabeza es un personaje de ficción que ha sido usado como tema desde la Edad Media por parte de mitologías como la celta o la germánica, aunque su popularidad internacional aumentó gracias al relato corto de Washington Irving La leyenda de Sleepy Hollow, escrito en 1820.

## Mitología irlandesa
Uno de los primeros referentes se encuentra en el Dullahan irlandés o Dúlajan, perteneciente al reino de hadas irlandés y existiría una que es particularmente activa en los condados de Sligo y Down. Es una criatura sin cabeza, por lo general montado en un caballo negro, llevando la cabeza bajo su brazo derecho, con una horrible sonrisa de oreja a oreja y con ojos pequeños y negros. Se dice que, cerca de la medianoche, en días de fiesta o noches de banquete, este jinete salvaje puede ser observado en la oscuridad de los campos irlandeses portando su cabeza, que brilla intensamente con la fosforescencia de la materia en putrefacción, y que usa a modo de linterna. 
El Dullahan dice un nombre, y es ese el momento en el que la persona nombrada muere inmediatamente. Hay otras versiones que le describen transportando un carro negro, aunque la más llamativa es la de un cuento escocés que habla de un jinete sin cabeza, de nombre Ewan, decapitado en una batalla entre clanes en la cañada Cainnir en la Isla de Mull. Su muerte le negó cualquier posibilidad de llegar a ser un jefe, y tanto él como su caballo se aparecerían con su cabeza en las proximidades de la zona en que murió.
Sir Gawain y el Caballero Verde es un poema inglés de la Edad Media que trata esta leyenda, hablando del mito de la decapitación.

## Mitología germánica
Las primeras referencias en la mitología germánica comienzan con las leyendas de los hermanos Grimm, que narran dos cuentos populares alemanes sobre un jinete sin cabeza. El primer cuento se sitúa cerca de Dresde, en Sajonia. En esta historia, una mujer sale temprano de su casa una mañana, en domingo, para recoger bellotas en un bosque cercano, conocido como "Aguasperdidas". Al llegar al lugar oye un cuerno de caza, que ignora. Cuando vuelve a escucharlo, se gira y se encuentra ante sí a un hombre sin cabeza con un abrigo largo y gris a lomos de un caballo de idéntico color.
El segundo cuento se sitúa en Brunswick, en la Baja Sajonia, donde el jinete sin cabeza es llamado "el cazador salvaje", que sopla un cuerno con el fin de advertir a los cazadores de no viajar ni cazar al día siguiente, a manera de premonición sobre un accidente a evitar. 
En algunas versiones alemanas del jinete sin cabeza, el sujeto busca a los autores de crímenes capitales. En otros, el propio jinete porta consigo una jauría de fieros perros negros con lenguas de fuego.

## La popularidad: Estados Unidos y Washington Irving
El jinete sin cabeza es un personaje ficticio de la novela corta La leyenda de Sleepy Hollow, del escritor estadounidense Washington Irving. La historia comienza en una pequeña población del Estado de Nueva York llamada Sleepy Hollow, durante los años de la Guerra de la independencia americana. El folclore tradicional sostiene la historia de que el jinete sin cabeza era un mercenario hessiano asesinado durante batalla de White Plains. Fue decapitado por el certero disparo de una bola de cañón, que le destrozó la cabeza, que quedó desperdigada por el campo de batalla. Su cuerpo fue recogido por sus compañeros de batallón y enterrado en el viejo cementerio de la iglesia holandesa de Sleepy Hollow, de la que cada noche de Difuntos se levanta como un fantasma malévolo, furioso, en busca de su cabeza amputada.

## Otras apariciones
- Este villano hizo una breve aparición en Shrek 2 como un cliente villano del bar la Manzana Envenenada en honor a Blancanieves, luego apareció en la tercera entrega como aliado de Encantador y convirtiéndose en enemigo de Shrek y su pandilla.